# Herman Benningk
Herman Benningk (Hermann Benninck)  – gdański ludwisarz, tworzący w drugiej połowie XVI wieku, odlewał działa dla artylerii miejskiej.
Tworzył dzwony w stylu renesansowym. Jego dziełem są dzwony kościołów na Pomorzu, m.in. w Kwidzynie, Niedźwiedzicy i Żuławkach. Cechowała je duża zdobniczość i wysoki poziom artystyczny. Jako jedyny wśród ówczesnych artystów Europy centralnej wkładał do form odlewniczych zdechłe jaszczurki i liście drzew, uzyskując na odlewach ich rzeźby.
Pochowany jest w kościele franciszkanów w Gdańsku, gdzie zachowała się jego płyta nagrobna.